# کتابخانه دیجیتال کودکانه بین‌المللی
بنیاد کتابخانهٔ دیجیتال کودکانهٔ بین‌المللی یا آی‌سی‌دی‌ال (به انگلیسی: International Children's Digital Library (ICDL)) کتابخانه‌ای آنلاین و رایگان است، که کتاب‌های کودکانهٔ دیجیتالی‌شده را از سراسر جهان گرد آورده‌است. این کتابخانه ابتدا در دانشگاه مریلند، کالج پارک توسعه یافت، و اکنون بنیاد کتابخانهٔ دیجیتال کودکانهٔ بین‌المللی آن را نگه می‌دارد.

## دربارهٔ کتابخانه
«کتابخانهٔ دیجیتال کودکانهٔ بین‌المللی» کتابخانه‌ای آنلاین و رایگان از کتاب‌های کودکانهٔ دیجیتالی‌شده به ۵۹ زبان است، که از کشورهای گوناگون گرد آورده‌اند. این کتابخانه را ویژهٔ کودکان ۳ تا ۱۳ ساله طراحی کرده‌اند. ابتدا آن را در کالج دانش‌شناسی و آزمایشگاه تعامل انسان-رایانه در دانشگاه مریلند، کالج پارک توسعه دادند، و اکنون در «بنیاد کتابخانهٔ دیجیتال کودکانهٔ بین‌المللی» نگه می‌دارند.
کتاب‌های کتابخانه را بر پایهٔ کیفیت و مناسبت گزیده‌اند، و آنها را به زبان اصلی و با مجوز از ناشران یا نویسندگان در وبگاه گذاشته‌اند. ترویج کتاب‌خوانی و دانش‌اندوزی و پاسخ به چالش‌های سواد در جهان، از مهم‌ترین آماج‌های این کتابخانه هستند.
کودکان می‌توانند کتاب‌ها را بر پایهٔ کشور، زبان، حجم، گروه سنی، نوع محتوا، کیفیت عاطفی و مواردی دیگر جستجو کنند؛ برای بزرگترها و کاربران باتجربه‌تر، امکان جستجوی پیشرفته نیز تعبیه شده‌است. همچنین کاربران می‌توانند در وبگاه عضو شوند تا اولویت‌های جستجو خود و کتاب‌هایی را که پسندیدند، ذخیره کنند.
«کتابخانهٔ دیجیتال کودکانهٔ بین‌المللی» همچنین مجموعه‌ای آنلاین از همهٔ جلدهای زاغ‌های سپید از ۱۹۹۳ تا ۲۰۰۷ را، با همکاری کتابخانهٔ بین‌المللی جوانان، میزبانی می‌کند.